# Kuala Gasib
Kuala Gasib is een bestuurslaag in het regentschap Siak van de provincie Riau, Indonesië. Kuala Gasib telt 1522 inwoners (volkstelling 2010).